# Nałanek szeroki
Nałanek szeroki (Anisoplia lata) – gatunek chrząszcza z rodziny poświętnikowatych i podrodziny rutelowatych. Zamieszkuje Europę.

## Taksonomia
Gatunek ten opisany został po raz pierwszy w 1847 przez Wilhelma Ferdinanda Erichsona. Wyróżnia się w jego obrębie dwa podgatunki:
- Anisoplia lata lamiensis Apfelbeck, 1909,
- Anisoplia lata lata Erichson, 1847.

## Morfologia
Chrząszcz o owalnym w zarysie ciele długości od 12 do 15 mm. Głowa jest czarna, przeciętnie błyszcząca, krótko, rzadko, odstająco owłosiona. Czułki samicy mają krótszą niż u samca buławkę. Przedplecze jest czarne, średnio błyszczące, czasem o granatowym lub zielonkawym połysku metalicznym. Jego powierzchnia jest krótko, jasno owłosiona wzdłuż tylnego brzegu i przy tylnych kątach, a w pozostałej części łysa. Czarnej barwy tarczka u samicy ma po bokach dwa niewielkie poletka z owłosieniem, których brak u samca. Pokrywy są żółtobrunatne do brunatnych, czasem miejscowo przyciemnione lub całe czarne. Powierzchnia pokryw jest niemal matowa, nierównomiernie punktowana, delikatnie mikrorzeźbiona, niemal pozbawiona owłosienia, choć na krawędziach bocznych części barkowej występują krótkie szczecinki. Podłużne zgrubienie krawędzi pokrywy poniżej guza barkowego jest u samicy silnie zaznaczone, żebrowate, a u samca wyrażone słabo. Błoniaste obrzeżenie szczytu pokrywy nie dochodzi do bocznego zgrubienia. Krótkie, jasne, przylegające włosy na pygidium ograniczone są do części wierzchołkowej, gdzie tworzą kępkę. Kolor odnóży jest czarny. Przednie odnóża mają stopy u samca krótkie i masywne, z wcięciem u nasady ostatniego członu, u samicy zaś cieńsze i dłuższe, bez takowego wcięcia. Czarną spodnią stronę ciała cechuje krótkie, rzadkie i nierównomierne owłosienie sternitów odwłoka oraz dość długie, niezbyt gęste, miejscami odstające owłosienie elementów pozostałych.

## Ekologia i występowanie
Owad rozmieszczony od nizin po niższe położenia górskie. Aktywne osobniki dorosłe spotyka się od maja lub do lipca. Żerują na nasionach traw, w tym zbóż. Pędraki rozwijają się w glebie, żerując na korzeniach traw.
Gatunek palearktyczny. Podgatunek nominatywny znany jest z Austrii, Czech, Słowacji, Węgier, Ukrainy, Mołdawii, Rumunii, Słowenii, Chorwacji, Bośni i Hercegowiny, Serbii, Czarnogóry, Albanii, Macedonii Północnej i Grecji.  Na „Czerwonej liście gatunków zagrożonych Republiki Czeskiej” umieszczony został jako gatunek zagrożony wymarciem (EN). W Polsce stwierdzony został dwukrotnie na początku XX wieku na południu, ale nie jest współcześnie zaliczany do fauny tego kraju. A. l. lamiensis jest endemitem Grecji.